# Metin2
Metin2 je MMORPG hra, kterou vyvinula a stále vyvíjí společnost Ymir Entertainment. Hra byla uvedena na trh koncem roku 2004 v Asii a v Číně. V dalších zemích ji pak vydávaly různé společnosti v:
- Evropě: Gameforge,
- USA: G4Box Inc,
- Singapuru: TEC Interactive.

Další verze hry pak existují v různých asijských jazycích.

## Příběh
Kdysi dávno byla jedna jediná říše, která existovala po celém kontinentu. Země klidu a míru, kde neexistovaly války a nemoci. Lidé tu žili šťastní a v harmonickém soužití.
Jejich osud se však začal měnit, když z nebe spadl obrovský meteorit, známý jako Metin. Ten začal měnit zvířata v příšery. Jeho samotná přítomnost vytvářela smrtelné nemoci, které se šířily po celém světě. Nevinní lidé trpěli stejně jako ti, kteří byli zabiti zvířaty, nebo zemřeli na následky nemoci. Někteří z nich později ožili jako nemrtví. Nemrtví působili zkázu a chaos, který se zdál být nekonečným. Vznikla tím pohroma, která neměla konce a žádného východiska. Nakonec se jediné impérium rozpadlo na tři různá království, kde všichni bojují o vlastní přežití. Od tohoto velkého dne se k sobě tato království staví nepřátelsky. 
Pád kamene Metin byl však jen začátek toho, co mělo teprve přijít. Menší meteority padaly čas od času stále a všechna tři království žila ve strachu. Nikdo by se neodvážil přiblížit ke kamenům Metin, protože ty nejděsivější stvůry byly vždy poblíž. Lidé si však uvědomili, že síla kamenu Metin rostla a cítili obrovskou ztrátu energie, která mizela z celého jejich světa. 
Začali věřit, že to způsobuje Dračí bůh, který se v zemi objevil a lidé doufali, že on by mohl být tím, kdo obnoví jejich zemi a dovede je znovu ke klidu a míru…

## Výbava
Každý hráč má vlastní výbavu, jež je vylepšována po tzv. úrovních. Do úrovně +4 stačí za vylepšení zaplatit několika yangy (herní měna), pro vyšší úrovně budete potřebovat i různé suroviny, které se dají získat např. zabíjením nepřátel, předměty nižší než lvl 25 lze zlepšovat bez předmětů až do +6. Nejvyšší úrovní je obvykle +9, některé předměty však lze z +9 povýšit ještě na tzv. epickou úroveň.
Výbavu dokáže vylepšit kovář, který se nachází v hlavním městě hráčovy říše, a specialisté sídlící v instanci nazvané Věž démonů. Věž je však obsazena silnými nepřáteli, proto se tato lokace otevírá až po dosažení 40. levelu. Při každém výstupu do 6. patra věže se však objeví pouze jeden ze specialistů (klenotník, zbrojíř, nebo platnéř). Specialista vylepší pouze jednu věc, nepotřebuje k tomu ale žádné suroviny.
Dále lze výbavu vylepšovat pomocí Požehnaných pergamenů. Zde se za vylepšení vždy platí surovinami, v případě neúspěchu však hráč o daný předmět nepřijde, pouze klesne jeho kvalita o jednu úroveň.
Ovšem Pergameny nejsou jediné věci, kterými se dá zlepšovat bez použití kováře; existují ještě Pergamen Válečníka, Pergamen Draka, Příručka Kováře a Magický kámen (Dříve byly jen na privátních serverech, nyní existují i na oficiálním serveru avšak je možné ho získat jen v Item Shopu).
- Pergamen válečníka je speciálním předmětem, jenž se vyrábí za pomoci požehnaného pergamenu a magické měděné rudy, která se získává většinou z Item shopu. Tento předmět zlepší každé věci z +0 do +4 se stoprocentní šancí, ale na +5 a vyšší je již nefunkční.
- Pergamen Draka je druhým speciálním předmětem, jenž se vyrábí za pomoci požehnaného pergamenu a magické železné rudy, která se získává většinou z Item shopu. Pergamen Draka má úplně stejnou vlastnost jako požehnaný pergamen s tím rozdílem, že šance na zlepšení je zvýšena o 10 %.
- Příručka kováře je třetím speciálním předmětem, jenž se vyrábí za pomoci požehnaného pergamenu a kamene kováře, který se získává většinou z Item shopu. Příručka kováře má vyšší šanci než jakýkoliv pergamen (vyjma pergamenu válečníka) z oficiální hry na úspěch, ale i přesto může neuspět, v tomto případě se kvalita sníží o jednu úroveň.
- Magický kámen je čtvrtým speciálním předmětem, jenž se vyskytuje jen na privátních serverech a na oficiálním serveru v Item Shopu, Magický kámen je nejlepší předmět, se kterým se zlepšují předměty jiné, má poměrně vysokou šanci na úspěch a v případě neúspěchu se předmět nerozbije ani se nesníží o 1 úroveň.

## Postavy
Hráči si mohou zvolit jedno z pěti povolání: Válečník, Ninja, Šaman, Sura nebo Lycan (vlkodlak). Případně v ženské variantě: Válečnice, Ninja, Šamanka a Sura. Každé povolání má ještě další dvě specializace (kromě lykana který má pouze jedno) , mezi kterými si hráč může vybrat při dosáhnutí určité herní úrovně.
Od páté úrovně si hráči mohou vybrat kouzla. Válečník má na výběr mezi mentálním útokem (kam patří: Dupnutí, Průraz, Rána mečem, Prudká rána, Silné tělo) a tělesným útokem (Trojcestný střih, Pádit, Smršť meče, Aura meče a Bojové zuření). Ninja má na výběr mezi útoky na dálku (Ohnivý šíp, Otrávený šíp, Smršť šípů, Opakované výstřely a Našlapování polehoučku) a kouzla na blízko (Jedovatý oblak, Léčka, Víření kordů, Bleskový útok a Zamaskování). Šaman si může vybrat mezi dračí mocí (Létající Talisman, Požehnání, Střílení na draky, Pomoc draka, Řev draků a Zrcadlit) a léčením (Běžet, Bleskový vrh, Útok+, Bleskový dráp, Ošetřit a Zaříkat blesk). A Sura si může vybrat mezi černou magií (Duch plamene, Rána plameny, Temná rána, Rána ducha, Temná ochrana a Tmavý kámen) a magickými zbraněmi (Drači vír, Strach, Začarované brnění, Rána prstem, Začarovaná čepel a Zrušit kouzlo).
Všechny dovednosti mají své úrovně. Jde o úrovně 1–20 a M (mistrovská), G (velmistrovská) a P (perfektní). Úrovní G a P lze dosáhnout jen pomocí speciálních předmětů:
- 1 až 20 - Za každou získanou úroveň postavy obdrží hráč Bod schopností, který lze přidat do jedné ze schopností. Při vylepšování schopnosti z úrovně 16 a výš, existuje šance, že schopnost poskočí na úroveň M1 i bez dodatečných bodů (např. hráč má Auru meče na úrovni 16, přidá další bod a schopnost se vylepší na M1 místo 17. Tím pádem ušetří další body schopností které lze přidat do jiných schopností.). Na některých privátních serverech se jedná o 100 % šanci.
- M1 až M10 – knihy schopností; tento trénink se dá ulehčit Pergameny exorcismu, díky kterým není třeba čekat na další čtení obvyklých 24 hodin, a také soustředěným čtením, jež zvyšují šanci na úspěšné čtení 2,5×,
- G1 až G10 – kameny duše (maximálně 36 kamenů do stupně P; tento trénink se dá ulehčit Pergameny exorcismu, díky kterým není třeba čekat na další čtení 12 hodin).

#### Vliv postavy na PvE
Výběr postavy a jejích schopností má velký vliv na průběh hry. Z podstaty kouzel jsou na PvE (nebo také PvM - player vs monster) obvykle vybírán Sura (Magické zbraně - Začarovaná čepel navrátí část poškození hráči do vlastních životů, Začarované brnění zlepšuje obranu a reflektuje část poškození, Strach snižuje hodnotu útoku protivníka) a Válečník (Tělesný útok - z důvodu zvýšené hodnoty útoku z Aury meče a rychlosti útoku z Bojového zuření i Mentální útok - z důvodu zvýšené obrany ze schopnosti Silné tělo).
Šaman je klíčovým prvkem zejména v pozdějších fázích hry (z pohledu PvM) a to z důvodu tzv. buffů. Šamani mohou sesílat kouzla na ostatní hráče dočasně zvyšující jejich hodnoty. Šaman dračí moci zvyšuje šanci na kritické poškození (Pomoc draka) a odolnost proti tělesnému napadení (Požehnání), schopnost Zrcadlit zase reflektuje část poškození, je ale obvykle vylepšována až jako poslední z této trojice. Šaman léčitel zvyšuje hodnotu útoku (Útok+) a rychlost pohybu (Běžet). Mimo to lze ostatním hráčům i doplňovat životy v boji pokud klesnou pod jejich maximální hodnotu (Ošetřit). Pro co nejvyšší bonusy je pro šamana nutné dosáhnout co nejvyšší hodnoty Inteligence je možné. Tento fakt však často snižuje vlastní bojeschopnost této postavy, protože má výbavu uzpůsobenou k tomuto účelu. Šamani jsou proto často zakládání jako sekundární postava a hráč si jej vylepšuje z jiné postavy. Tento scénář nemusí platit, pokud hráč hraje v cechu nebo s vícero dalšími hráči.
Ninjové mohou být vhodní na určité bosse vyšších úrovní, pokud má například dané monstrum snížené obrany proti dýkám. Jejich využití je však obvykle hlavně při PvP. Nejsou nijak znevýhodněni, avšak nemají takové schopnosti, které se mohou vyrovnat s bonusy jako např. Aura meče nebo Začarovaná čepel u válečníků a surů. 
Z těchto důvodu se řada privátních serverů snaží různými způsoby a bonusy snížit rozdíly mezi těmito postavami, aby byly všechny postavy alespoň trochu rovnocenné při boji s monstry.

## Pohyb
V Metin2 je možné ovládat pohyb postavy pomocí myši a klávesnice (šipky a WASD, nebo WQE). Kliknutí levým tlačítkem myši (nebo mezerníku) se používá k označení skupiny nebo cíle a k útoku na nepřátele. Hru lze nakonfigurovat tak, aby útok probíhal ručně nebo automaticky.
Každý hráč má základní rychlost pohybu 100, která určuje, jak rychle se postava pohybuje. Maximálně lze dosáhnout rychlosti 200 .
Tuto rychlost lze zvyšovat permanentně:
- přidáním bonusu do náušnic (až 20 %)
- přidáním kamene spěchu do brnění (5 až 30 % v závislosti na úrovni kamene)
- pomocí bot (přidaná rychlost závisí na typu bot i jejich vylepšení)
- splněním biologického výzkumu (NPC Biolog Chaegirab nabízí úkoly za jejichž splnění hráč získává permanentní bonusy pro postavu, jedním z nich je i rychlost pohybu - v prvním a pátém úkolu)
- jízdou na koni a jezdeckých zvířatech[3]

#### Kůň
Kůň představuje základní jezdecké zvíře ve hře. Lze jej získat od úrovně 25 u pacholka, který se nachází v každém hlavním i druhém městě všech říší. Pro získání koně a jeho další zdokonalování je nutné splnit kvalifikační zkoušky u pacholka a pro spuštění této výzvy je potřeba vlastnit koňskou medaili, na kterou se zapíše výsledek. 
Po získání koně na něj lze nasednout Ctrl + H nebo Ctrl + G, případně i přes okno vyvolané kliknutím pravého tlačítka myši na přivolané zvíře. Barva koně závisí na členství v cechu, hráč bez cechu jezdí na bílém koni, členové cechů na hnědých a vedoucí cechů na tmavě hnědých koních. 

###### Začátečnický kůň
Tohoto koně lze získat od úrovně 25. Pro první úroveň koně je hráč povinen zabít 20 Divokých lukostřelců během 30 minut. Tato monstra se nacházejí v mapách druhých měst či případně v metinech žárlivosti . Za odměnu získáte Obrázek koně, který slouží k přivolání zvířete k postavě. 
Pro další úrovně (2 - 10) je nutné splnit další úkoly, jejich náplní je průjezd určenými body na mapách nejdříve prvních měst (do 5. úrovně koně) a poté v dalších mapách (Údolí Seungryong, Poušť Yongbi, Hora Sohan, Ohnivá země). 
Začátečnický kůň žere seno a v případě, kdy jej hráč dlouhou dobu nekrmí zemře. Poté lze oživit bylinou z lehkého dungeonu opic. 

###### Pokročilý kůň
Kůň pro pokročilé (ve hře známý jako "WH" z anglického War horse) je kůň od úrovně koně 11 a více. Pro získání této úrovně musí být hráčova úroveň alespoň 35 a musí splnit pacholkův úkol. Úkolem pro tuto úroveň je zabít 100 Hadích nebo Štířích lukostřelců. Tato monstra se nachází v poušti Yongbi nebo v metinu Stínu. Tento úkol může být pro začínající hráče poměrně obtížný. Lze jej plnit i ve skupině a důležité je, aby hráč plnící výzvu nesesednul z koně. 
Výhodou WH je možnost sekat z jeho hřbetu. Tato možnost je využívána zejména pro ničení metinů. A to z toho důvodu, že hráč jedoucí na koni získává bonusy do atributů postavy (hráči se navýší Síla, Vitalita, Inteligence a Pohyblivost postavy). V praxi to znamená vyšší poškození do metinu, vyšší rychlost útoku a vyšší odolnost v porovnání s bojem ze země. Hráč však nemůže ze hřbetu koně používat vlastní kouzla. 
Pokročilý kůň žere Mrkev a oživit lze Bylinou ze středního dungeonu opic.

###### Vojenský kůň
Poslední úroveň koně je tzv. MH (z anglického Military horse avšak mezi hráči je často zažité Magic horse). Tohoto koně lze získat od úrovně postavy 50 a úrovně koně 21. Úkol u pacholka nutný pro tuto úroveň je zabití 300 Lukostřelců démonů během 30 minut, tato monstra se nacházejí ve Věži Démonů. 
V porovnání s WH lze využívat speciální schopnosti koně:
- Boj ze hřbetu koně (V praxi nejvyužívanější schopnost, která umožní hráči projet skrz obklíčení monster.)
- Smršť šípů
- Dupnutí koně
- Hnutí síly

Tyto schopnosti lze využívat pouze pokud seje  hráč pomocí Knihy jezdeckého umění naučí, poté zde platí stejný systém jako u schopností postavy (úrovně 1-20, poté M a G). Tato úroveň koně je krmena Červeným ženšenem a hráč pro jeho oživení potřebuje Bylinu z těžkého dungeonu opic. 

##### Jezdecká zvířata
Mimo základní koně, lze ve hře získat pečetě jezdeckých zvířat. Tato zvířata jsou obvykle hráči k dispozici po limitovaný čas (v řádu hodin či dní) případně i permanentně. Oproti koni přidávají i další bonusy (jako obrana, hodnota útoku proti příšerám, hodnota útoku atp.) a jejich rychlost může být vyšší. Na oficiálních serverech je lze využívat až od úrovně 75, avšak toto nastavení se na privátních serverech často liší.
Některá zvířata lze získat ve hře, jiná pouze během speciálních eventů a další pouze z Item Shopu. Jejich podoba je široká od kanců, lvů, tygrů, leopardů až po jednorožce či pandy. Opět záleží na nastavení serveru. 

## Hráč vs. hráč (PvP)
PvP je v Metin2 k dispozici, když postava dosáhne patnácté úrovně. Existují tři způsoby, jak bojovat s ostatními hráči. První je vyzvat hráče k souboji pravým kliknutím na požadovaného soupeře a zvolením možnosti "Souboj". To je nejčastější způsob a v případě smrti nejsou ztraceny žádné zkušenostní body. Druhý způsob je bojovat s hráči z jiného království. Tento způsob nevyžaduje výzvu k souboji, jelikož jiné království je automaticky považováno za nepřátelské. Třetí způsob je aktivovat možnost "Volný" v menu hry. To umožňuje hráči útok na kohokoliv bez rozdílu království a bez potřeby souhlasu s výzvou k souboji. Znamená to ale i to, že i hráč může být kýmkoliv napaden. V tomto režimu boje může hráč přijít o body hodnosti. Pokud hráč ztratí příliš mnoho bodů hodnosti, změní se jeho titul na "Krutý", bude mít negativní body, což vede k nižší šanci získat předmět ze zabitých nestvůr a k nedůvěře ostatních hráčů. Hráči s pozitivní hodností pak mohou takovéhoto "krutého" hráče libovolně napadnout (pomocí nastavení "Nepřátelský" v menu hry). Na úrovni 50 nebo vyšší mají hráči s titulem "Krutý" jistou šanci, že v případě zabití od jiného hráče upustí libovolný předmět z inventáře.
Body hodnosti:
- 12 000 až 20 000 – Rytířský
- 8 000 až 12 000 – Vznešený
- 4 000 až 8 000 – Dobrý
- 1 000 až 4 000 – Přátelský
- 0 až 1 000 – Neutrální (žádná hodnost)
- −1 až −4 000 – Agresivní
- −4 000 až −8 000 – Úskočný
- −8 000 až −12 000 – Zlomyslný
- −12 000 až −20 000 – Krutý

Pokud jsou body v záporu, nabíhají rychleji. Rychlost růstu bodů hodnosti lze zvýšit nošením předmětů Symbol moudrého císaře a Rukavice moudrého císaře. Také lze zvýšit body hodnosti předměty Fazole zen (+500 bodů, funkční pouze v negativní hodnosti) nebo Plod života (+2000 bodů).

## Servery
Kromě klasických oficiálních serverů, kde se rychlosti přibývání zkušeností a získávání vybavení pohybují na hodnotě 1× (nejpomalejší), je možné hru hrát i na privátních serverech. Tyto servery nejsou oficiálními a tudíž není zajištěna plná technická podpora.
Privátní servery se dělí na:
- Hamachi servery (je nutno stáhnout speciální program Hamachi a připojit se do sítě serveru),
- Locale servery (které fungují podobně jako oficiální servery založené na dedikovaném serveru).

Mezi nejhranější české privátní servery (Locale) patřil například projekt Ekura či v roce 2022 a 2023 Stellaria. V porovnání s oficiálními servery je životnost těchto projektů zpravidla kratší. Buď je to způsobeno příliš urychleným postupem ve hře spojeným s nedostatečným rozšiřováním herního obsahu majiteli daného serveru, nízkou hráčskou základnou či nedostatečnou technickou podporou. U některých serverů je životnost i pouze v řádu několika měsíců až půl roku. 
Motivací pro tvorbu privátních serverů a poptávka po nich, je způsobena volností nastavení a široká škála možných úprav a rozšíření hry vytvořených hráči mimo oficiální společnost zaštiťující Metin2. Tvůrci serveru obvykle získávají na provoz peníze prostřednictvím Itemshopu, kde si část hráčů za reálnou měnu zakoupí speciální předměty, pro urychlení postupu hrou či různá vylepšení a kosmetické úpravy. 

## Event
Event je pro hráče bonus od správců serveru. Buďto za odměnu, nebo pro oživení atmosféry ve hře. Většinou se jedná o malé eventy, kdy moderátor hry například shodí pár metinů a pustí na hráče nestvůry a bossy, případně různé PvP eventy jako Válka říší anebo poté soutěž OX. Při soutěži OX se hráči prostřednictvím NPC postavy - Uriel přenesou do speciální arény, kde jsou jim pokládány otázky, na které odpovídají buď kladně O či negativně X. Při špatné odpovědi je hráč přesunut na okraj arény a nemůže se daného kola dále účastnit. Pokud hráč zodpoví správně více otázek v řadě obvykle získává od GM za odměnu předměty. 

#### Velké eventy
Velké eventy jsou hlášené dopředu, obvykle na fóru hry či discordu serveru a často jsou vázány na aktuální svátky jako Velikonoce, Vánoce, den svatého Valentýna či sportovní události jako mistrovství světa ve fotbale. Jedná se většinou o event, kterého se účastní všechny říše. Hráči buď získávají přístup do nových map, kde plní úkoly či zabíjejí monstra specifická pro daný event nebo se podle eventu a nastavení serveru objevují již v existujících mapách. Během těchto eventů lze získat i speciální předměty spojené s danou tematikou, které mimo toto období získat nelze. Například kosmetická výbava, jezdecká zvířata a tak podobně. Tyto eventy trvají více dní až pár týdnů a poté jsou ze hry odstraněny. 